# Art but fair
art but fair ist der Name einer internationalen Bewegung, die faire Arbeitsbedingungen sowie angemessene Gagen in den Darstellenden Künsten und der Musik zu erreichen sucht. Die Organisation bestand zunächst aus drei untereinander koordinierten, gemeinnützigen Vereinen in Deutschland, Österreich und in der Schweiz, die 2021 zum Verein „art but fair international e. V.“ mit Sitz in Hamburg fusionierten. Die Bewegung ist aus einer vom Musical-Produzenten Johannes Maria Schatz am 19. Februar 2013 gegründeten Kultur-Initiative hervorgegangen. Am 22. März 2025 hat sich der Verein art but fair international e. V. aufgelöst. 

## Geschichte
Die Facebook-Seite „Die traurigsten & unverschämtesten Künstlergagen und Auditionserlebnisse“ stieß bei darstellenden Künstlern rasch auf große Resonanz. Künstler aller Sparten begannen ihre Erlebnisse zu veröffentlichen, mit einem Fokus auf die Arbeitsbedingungen, wonach ein Großteil der Künstler ein finanzielles Auskommen allein aus künstlerischer Tätigkeit trotz jahrelanger Ausbildung und entsprechender Qualifikation nahezu unmöglich sei. Erste Medienberichte über die „Künstler-Klagemauer“ erschienen in der Berliner Zeitung und in der Frankfurter Rundschau.
Unterstützung erhielt die Facebook-Seite im März 2013 durch die österreichische Mezzosopranistin Elisabeth Kulman, die Missstände in der „Oberliga“ des Kulturbetriebs öffentlich machte. Namentlich kritisierte sie die ersatzlose Streichung der Probengelder bei mehrwöchigen Opernproduktionen der Salzburger Festspiele durch Intendant Alexander Pereira, enge Termindispositionen ohne Rücksicht auf die körperliche Belastbarkeit der Sänger, Inkompetenz und Korruption bei den Entscheidungsträgern etc. Als sie am 16. März 2013 die Künstler zur „Revolution“ aufrief, griffen viele Medien das Thema auf (bspw. Opernnetz, Salzburger Nachrichten, Die Welt, Wiener Zeitung, Süddeutsche Zeitung, Profil, Kurier, Artsjournalblog „Slipped Disc“, ORF, BR, WDR, und NDR).
Kulmans öffentliche Kritik fand Bekräftigung durch ihre Opernkollegen Laura Aikin, Marlis Petersen, Markus Brück, Thomas Moser, Jonas Kaufmann und Simon Keenlyside. Auch der internationale Agent Germinal Hilbert, die Intendanten Barrie Kosky, Peter Jonas, Ioan Holender, zahlreiche Kulturjournalisten sowie die Psychiaterin Déirdre Mahkorn, Leiterin der ersten deutschen „Lampenfieber-Ambulanz“, waren sich einig, dass „das erkrankte System den Künstlern schadet“. Eine breite Diskussion ist seitdem im Gange, die den Handlungsbedarf verdeutlicht. Die Vereinsgründungen der zunächst drei untereinander koordinierten, gemeinnützigen Vereine von art but fair fanden am 7. September (Deutschland und Schweiz) bzw. 10. September 2013 (Österreich) statt. Der Sitz des deutschen Vereins wurde Hamburg, Sitz des schweizerischen Vereins Zürich und Sitz des österreichischen Vereins Wien.
Die Vereinigung entwickelte 2014 in einem ersten Schritt die „art but fair-Selbstverpflichtung“, die einen moralischen Kodex für den beruflichen Alltag der künstlerischen Akteure darstellt. Darsteller, Produzenten, Vermittler, Lehrende und Kulturpolitiker können jeweils ihre eigene Selbstverpflichtung unterzeichnen und jährliche Fortschrittsberichte erstellen. Vorbild für die Selbstverpflichtung ist der Global Compact der Vereinten Nationen.
2013 und 2014 verlieh die Vereinigung den Preis „Die Goldene Stechpalme“ für die „die traurigsten und unverschämtesten Vorkommnisse in der Darstellenden Kunst und Musik“. Nominierungen und Abstimmung wurden von der Internet-Community durchgeführt. 2013 'gewann' das Kultusministerium Sachsen-Anhalt für die „durch Reduzierung der Landeszuschüsse erzwungene Verkleinerung der Theater- und Orchesterlandschaft von Sachsen-Anhalt“. 2014 wurde die Stechpalme an MIGA-Entertainment verliehen, eine Produktionsfirma, die es schaffte, gleich zweimal mit derselben Musicalproduktion insolvent zu gehen. Nach einer Denkpause sollte 2017 ein neuer Preis, der „art AND fair-Preis“ nun an „herausragende Leistungen im Kampf FÜR angemessene Vergütungen und faire Arbeitsbedingungen in der Darstellenden Kunst und der Musik“ gehen. Die Nominierungen sollten wie bisher aus der Internet-Community, der (undotierte) Preis von einer Jury vergeben werden. Ein erster Aufruf startete, kam aber nicht zur Umsetzung. In der Diskussion war 2022 ein „art-and-fair-Gütesiegel“ für Theater und Produktionshäuser.
2015 initiierte die Vereinigung die Studie „Faire Arbeitsbedingungen in den Darstellenden Künsten und der Musik?“ von Maximilian Norz, die im Mai 2016 veröffentlicht wurde. Eine „Untersuchung zu Arbeitsbedingungen, Missständen sowie Vorschlägen, die zu besseren Arbeitsbedingungen beitragen können“, durchgeführt von der Hans Böckler Stiftung in Zusammenarbeit mit der Kulturpolitischen Gesellschaft e. V. und art but fair e. V. Die Studie kommt zu dem Schluss, dass eine Selbstverpflichtung zwar „zur Bewusstseinsbildung hinsichtlich der Bedeutung fairer Arbeitsbedingungen beitragen“ kann, ansonsten aber „wenig Potenzial [besitzt], die Akteursgruppen dazu zu motivieren, ihre Möglichkeiten zur Milderung der Missstände in den Arbeitsbedingungen der Künstler wahrzunehmen.“ Die Studie schlägt daher drei alternative Instrumente vor, diese Ziele zu erreichen: Kollektive Interessensvertretung, Gütesiegel und Konditionierte Kulturförderung.
Am 9. Oktober 2021 wurde beschlossen, die bisherigen drei Vereine unter dem Namen „art but fair international“ zusammenzuschließen und zur übergreifenden Koordination der Arbeit verschiedene international agierende Arbeitsgruppen zu bilden. Der fusionierte Verein hat seinen Sitz in Hamburg.
Am 15. März 2023 wurde in Österreich die „art but fair UNITED“ gegründet, der als Berufsverband der kurzfristig Beschäftigten und Neuen Selbständigen Künstlerinnen und Künstler in der Darstellenden Kunst und Musik in Österreich wirken soll. Im Dezember 2023 hatte „art but fair UNITED“ gegen den Intendanten der Salzburger Festspiele, Markus Hinterhäuser, den Kaufmännischen Direktor Lukas Crepaz und die Ex-Festspielpräsidentin Helga Rabl-Stadler eine Strafanzeige in Zusammenhang mit dem Vorwurf der Verletzung der Zahlungspflicht nach Absagen im Coronajahr 2020 gestellt. Die Anzeige wurde jedoch abgewiesen. Weiterhin anhängig ist eine zivilrechtliche Musterklage beim Arbeits- und Sozialgericht (ASG) Wien. Darin geht es um angeblich unzulässige Dienstverhältnisse im Chorbereich und jahrzehntelange Nichtbezahlung und -versicherung der Vorprobenzeit der Zusatzmitglieder der Konzertvereinigung Wiener Staatsopernchor. Die Konzertvereinigung nimmt Aufgaben des Chores außerhalb der Staatsoper wahr und wirkt in diesem Zusammenhang jährlich auch seit Langem bei den Salzburger Festspielen mit.

## Ziele
Die Vereinigung verfolgt folgende Ziele:
- die Künstler untereinander zu solidarisieren für faire Arbeitsbedingungen zu sensibilisieren
- Politik und Öffentlichkeit auf Missstände im Arbeitsfeld der Darstellenden Kunst und der Musik hinzuweisen – vor allem dann, wenn diese mit Steuergeldern finanziert werden
- die Entwicklung eines Zertifikats („Gütesiegels“) für Kulturinstitutionen. Dabei kontrolliert eine unabhängige Instanz in konstanten Zeitabständen, ob Kulturinstitutionen faire Arbeitsbedingungen bieten.
- die Durchsetzung dieses Zertifikats mithilfe Konditionierter Kulturförderung. Dabei werden seitens der Förderer bestimmte Bedingungen an eine Förderung geknüpft, z. B. der Besitz eines Gütesiegels.

## Vorstand
Bei der Jahreshauptversammlung am 11. Februar 2023 wurden Wolfgang Ablinger-Sperrhacke und Sören Fenner für eine zweijährige Amtszeit in den Vorstand gewählt.
Der Gründer Johannes Maria Schatz wurde 2021 nach seinem Ausscheiden aus dem Vorstand einstimmig zum ersten Ehrenmitglied des Vereins ernannt. Weitere frühere Vorstandsmitglieder waren zeitweilig Erwin Aljukic, Stefanie Frauwallner, Stephanie Gräve und Daniel Ris.